# Hellblade: Senua's Sacrifice
Hellblade: Senua's Sacrifice est un jeu vidéo de type action-aventure édité et développé par Ninja Theory, sorti le 8 août 2017 sur Windows et PlayStation 4, le 11 avril 2018 sur Xbox One et le 11 avril 2019 sur Nintendo Switch.
Le jeu se déroule dans un univers de fantaisie sombre, tout en s'inspirant de la mythologie nordique et de la culture Celte. L'histoire se concentre sur la guerrière Picte Senua (en) qui tente d'aller à Helheim afin de sauver l'âme de son bien-aimé.
Une vingtaine de personnes ont travaillé sur le jeu, qui est décrit par le studio comme étant un « triple-A indépendant ». Le jeu propose des phases horreur psychologique, des résolutions d'énigmes ainsi que des combats à l'épée. Grâce à la technique de la capture de mouvement, Senua est interprétée par Melina Juergens qui joue ici son premier rôle. Le jeu contient également les performances de comédiens en voix off, ainsi qu'en prise de vues réelles.
Le jeu est une métaphore de la lutte du personnage contre ses psychoses. Pour représenter correctement ces dernières, les développeurs ont travaillé en étroite collaboration avec des neuroscientifiques, des spécialistes de la santé mentale et des personnes vivant avec la maladie.

## Synopsis

### Prologue
En 875 apr. J.-C., Senua, guerrière picte, se met en route vers les terres interdites du royaume de Hel pour ramener l'âme de son amant, Dillion, dont elle porte le crâne. Senua se considère comme maudite, sujette à des hallucinations auditives qu'elle appelle « Furies », qui lui montrent la voie, guidant sa lame. L'une d'elles est consciente de la présence du joueur et prend le rôle de narratrice.
Senua est rejointe par l'esprit de Druth, un esclave des Nordiques devenu son ami avant de partir en exil[réf. nécessaire], qui lui explique que la porte du pont vers Helheim ne sera ouverte qu'à ceux ayant combattu et vaincu Valravn, maître des illusions, et Surt, le géant de feu,.

### Déroulement
Après avoir défait les deux êtres, Senua commence à traverser le pont vers Helheim, mais Hela la repousse d'un geste avant qu'elle n'atteigne le bout,. Senua chute, survit et s'en sort de justesse, mais son épée est brisée. Persistant à avancer, elle suit ses visions de Druth et d'un homme de lumière parlant avec la voix de Dillion, jusqu'à un arbre où la lame de l'épée Gramr est plantée. En relevant les quatre défis d'Odin, elle peut récupérer l'arme capable de tuer un dieu.
L'une des voix de Senua la force à revivre les traumatismes de son passé. Sa mère, Galena, souffrait également du même mal, mais apprenait à l'accepter. Malheureusement, au nom de ses anciens dieux, son époux Zynbel, le père de Senua, y voyait une malédiction qui allait condamner ses terres et il l'a fait envoyer sur le bûcher. Alors âgée de cinq ans, Senua a assisté à l'événement, aggravant sa condition et la menant à se persuader que sa mère avait accepté son sort. En voyant que les hallucinations de Senua empiraient, Zynbel est devenu violent envers elle et l'isolait du reste du monde jusqu'à ce qu'elle rencontre Dillion. Ils sont vite tombés amoureux et Dillion acceptait également la condition de Senua ; aussi elle l'a rejoint dans son village. Quand une maladie a commencé à se propager dans le village de Dillion, Senua a cru au retour de sa malédiction et choisi l'exil pendant un an. À son retour, le reste du village avait été massacré par des Nordiques, dont Dillion, victime de l'aigle de sang. En se rappelant les histoires de la mythologie nordique que lui racontait Druth, Senua a commencé son voyage.
En entrant dans Helheim, Senua est traquée par le loup Garmr qui se cache dans les ténèbres du palais. Dans son combat, elle prend conscience que la voix des Ténèbres, qui ne cesse de la rabaisser et de l'humilier, est une manifestation des traumatismes infligés par Zynbel.

### Épilogue
En entrant dans la chambre de Hela, elle se libère de ses voix et des Furies. Hela lui envoie une armée pour la repousser et Senua finit par être vaincue. Déterminée, Senua ne demande que la libération de l'âme de Dillion, quitte à devenir une guerrière au service de la déesse pour le Ragnarok. Hela s'empare de Gramr et la plante dans le cœur de Senua. En rendant son dernier souffle, Senua se remémore Dillion, qui lui disait d'accepter la mort et la perte pour apprécier la vie et l'amour. Hela s'empare de la tête de Dillion et la laisse tomber dans les profondeurs de son palais, mais quand le regard de la Narratrice revient sur elle, Senua se tient à la place de Hela, morte. La Picte a accepté la mort de Dillion, dont elle sait qu'elle n'est pas responsable, et accueille de nouveau les Furies comme une part d'elle-même. Senua invite le joueur à prendre la place de la Narratrice pour être témoin de la suite de son histoire.

## Système de jeu
Hellblade est un jeu d'action-aventure en vue à la troisième personne. Le jeu est filmé comme un plan-séquence, ne proposant aucune coupure durant les cinématiques et ne permet pas le libre contrôle de la caméra.
Hellblade: Senua's Sacrifice a deux types de gameplay séparés, la transition se faisant automatiquement. Le premier repose sur l'exploration où Senua peut se déplacer librement, observer et interagir avec son environnement. Pour accéder à certains endroits, comme ouvrir certaines portes, il faut se concentrer sur une rune et trouver des éléments du décor qui correspondent à la même forme, tandis qu'il faut parfois trouver le bon angle pour aligner des fragments de réalité pour construire un passage.
Le deuxième est concentré sur le combat à l'épée contre des Nordiques difformes, ainsi que les boss. Senua peut attaquer de manière statique ou en courant avec une frappe lourde ou faible, parer, contrer ou esquiver une attaque adverse, briser la garde de son adversaire, ainsi qu'utiliser un miroir qui permet de dissiper les ombres entourant certains ennemis. Egalement utilisable en combat, le « focus » permet de ralentir le temps. Contrairement aux phases d'exploration où ce dernier est illimité, il faut réussir ses coups ou parer et esquiver de manière parfaite afin de pouvoir de nouveau l'utiliser. Les Furies peuvent donner certains conseils, comme indiquer la présence d'un ennemi dans le dos du joueur. Il est impossible de fuir un combat et la caméra se verrouille automatiquement sur un ennemi et il est possible de choisir lequel. Le jeu a également un système de mort permanente : si Senua meurt à trop de reprises, la sauvegarde finit par être effacée et le joueur doit reprendre la partie depuis le début. Le jeu propose quatre modes de difficulté : facile, normal, difficile et dynamique.
Hellblade ne montre pas de ATH. Les tutoriels se font via les indications vocales de Druth et des Furies, qui la guident dans la résolution d'énigmes et l'aident dans les combats ou non, certaines Furies souhaitant faire souffrir Senua,.
Le joueur peut retrouver quarante-quatre Pierres de savoir narrées par Druth, qui permettent d'en apprendre plus sur la mythologie nordique,. Si ces dernières sont toutes trouvées, une scène supplémentaire se débloque.
Le jeu intègre également un mode Photo.

## Développement
Le jeu est annoncé en août 2014 durant la Gamescom. Le studio a annoncé le jeu tôt, afin de pouvoir partager le développement avec les fans dès le début. Faisant uniquement office de développeurs sur leurs précédents jeux, il s'agit du premier jeu à la fois édité et développé par le studio Ninja Theory, qui décrit Hellblade comme un « triple A indépendant », expliquant vouloir prouver que l'on peut réaliser un jeu triple-A tout en gardant l'esprit « créatif et libre » d'une production indépendante,.
Une équipe d'environ une vingtaine de personnes ont travaillé sur le projet. Il a été décide de garder un budget réduit afin de pouvoir rentabiliser plus facilement le jeu.

### Écriture
Le personnage de Senua est fortement inspiré de la reine Boadicée, et son nom vient de la déesse celte Senuna (les concepteurs ont cru que son nom était Senua et en apprenant leur erreur, ont préféré garder Senua). Les peintures de guerre et les tresses décorées de Senua sont basées sur les informations sur les guerriers celtes. Pendant leurs recherches, l'équipe de développement a découvert que l'Empire Romain n'a jamais vaincu les Pictes dans leur conquête de l'Europe, mais que les Vikings les ont vaincu au VIIIe siècle. Une légende veut également que les chefs Vikings sacrifiaient les chefs des villages conquis à leurs dieux par l'aigle de sang (un point historique qui fait débat), ce qui a servi de base au directeur du jeu Tameem Antoniades comme base du traumatisme de Senua, incarnée par l'actrice allemande Melina Juergens,,,.
Selon Antoniades, l'équipe a découvert que la culture celte utilisait le terme de gelt pour une personne rendue folle par un traumatisme psychologique et qu'il était amené à vivre dans les bois, à l'écart, comme pénitence ; Antoniades a donc choisi de faire de Senua une gelt.
Le personnage de Druth est inspiré de Findan, un Celte ayant réellement existé au VIIIe siècle, esclave des Nordiques avant de fuir et devenir un moine, mais aussi sur le conte celtique d'un « homme fou qui a fui le combat en exil et pris une nature animale, des plumes poussant sur son corps ». Le nom de Druth vient du mot celtique désignant un fou ou « celui qui prononce les mots des dieux ».

### Un sujet difficile: la psychose
« C'était rafraîchissant de voir une représentation de la psychose dans laquelle la personne n'est pas seulement une sorte de réceptacle passif de la folie. Senua est l’héroïne de sa propre histoire, essayant de donner un sens à ses expériences et de se frayer un chemin à travers elles[...]c'est incroyablement déstigmatisant. En termes de représentation de la maladie mentale à l'écran, vous avez généralement la maladie en première, puis un personnage bidimensionnel attaché à cela. Dans ce cas, le personnage est entièrement formé et n'est pas défini par son état. », - Professeur Paul Fletcher, neuroscientifique et expert en psychose
Étant un studio indépendant, Ninja Theory a pu avec Hellblade, traiter d'un sujet qui n'a jamais été abordé en profondeur jusqu'à présent dans un jeu vidéo, les troubles mentaux. En effet, le personnage de Senua est psychotique, ce qui se caractérise entre autres par des hallucinations visuelles et auditives tout au long du jeu. Grâce au soutien de la fondation caritative en médecine, Wellcome Trust, l'équipe de Ninja Theory a pu consulter plusieurs spécialistes du sujet dont des personnes atteintes d'hallucinations et des experts en neuroscience, afin de mieux comprendre cette maladie et d'en retranscrire les symptômes le plus fidèlement dans le jeu,. Parmi ce dernier, le studio a particulièrement travailler avec le psychiatre et professeur à l'université de Cambridge, Paul Fletcheen.
Afin faire figurer de manière réaliste les voix présentent dans la tête de Senua, les comédiens ont eu recours à l'enregistrement binaural.

### Enregistrement
Senua est jouée par Melina Juergens qui n'a aucune expérience de comédienne et qui travaille en tant que monteuse vidéo pour le studio depuis six ans au moment où elle a été choisie. Originellement, le rôle devait être tenu par une autre comédienne mais cette dernière a quitté le projet et l'équipe a demandé à Juergens de la remplacer afin de faire des essais sur les différentes technologies. Après avoir joué une scène à la demande de Tameem Antoniade, ce dernier lui a proposé le rôle. Pour jouer ses scènes, la technique de la capture de mouvement a été utilisée. Lorsque le studio utilisait cette technique pour leurs précédents jeux, l'équipe en charge devait voyager aux États-Unis ou en Nouvelle Zélande. Le budget étant serré, l'équipe a décidé d'aménager une salle de conférence plutôt que de louer des studios pour pouvoir filmer et a acheté du matériel à bas prix chez IKEA et Amazon.
N'ayant qu'une caméra, le studio a décidé de filmer le jeu en un plan séquence, ce procédé permettant également d'intensifier le rôle d'observateur du joueur,. Compte tenu de la méthode pour filmer, il était impossible de donner des indications à Juergens ou jouer de la musique afin qu'elle puisse se synchroniser avec. Pour remedier à ce problème, Juergens et Antoniades ont utilisé des écouteurs afin d'écouter des notes audio préenregistrées par ce dernier, ainsi que des extraits de la bande originale. Durant les cinématiques, certains comédiens apparaissent également en prise de vues réelles.

## Accueil et distinctions

### Accueil

#### Ventes
Pour la journée mondiale de la santé mentale, Ninja Theory a annoncé que tous les profits des ventes réalisées durant la journée seront données à l'association caritative Rethink Mental Illness (en).
Le 22 juin 2018, les développeurs annoncent que le jeu s'est écoulé à un million d'exemplaires.

### Distinctions
Grand vainqueur de la quatorzième cérémonie (en) des
BAFTA, le jeu glane les prix du « Meilleur jeu britannique », de la « Meilleure réalisation artistique », « Meilleure réalisation sonore », ainsi que « Jeu dépassant le divertissement ».
Succès également durant la cérémonie des The Game Awards, qui voit le jeu repartir avec les prix des catégories
« Meilleur design audio » et « Meilleur jeu à message positif ».
La Writers' Guild of Great Britain sacre le jeu « Meilleure écriture pour un jeu vidéo ».
Pari également réussi pour l'actrice Melina Juergens qui est nommée dans deux catégories aux Golden Joystick Awards et qui est consacrée durant la cérémonie des The Games Awards et celle des BAFTA,.

## Une suite annoncée
Lors de la cérémonie des Game Awards 2019, Microsoft — qui a racheté le studio Ninja Theory en 2018 — a présenté une suite au jeu, intitulée Senua's Saga: Hellblade II. Ce nouvel opus sera disponible sur Windows ainsi que sur la Xbox Series, notamment via le Xbox Game Pass.